# Вибори в штаті Нью-Йорк 1878
Вибори в штаті Нью-Йорк 1878 року відбулися 5 листопада, аби обрати суддю до апеляційного суду Нью-Йорку, а також всіх членів асамблеї і одного з членів сенату, щоб узяти участь усто других законодавчих зборах Нью-Йорку.

## Історія
У зв'язку зі збільшенням терміну повноважень губернатора до трьох років, в 1878 році був обраний тільки один службовець зі всього штату: суддя апеляційного суду, щоб заповнити вакансію в зв'язку зі смертю Вільяма Ф. Аллена в червні 1878 року. Семюель Хенд був тимчасово призначений на цю вакансію до кінця року.
Національна конвенція Грінбекерів провела зустріч 23 і 24 липня в Сіракузах, штат Нью-Йорк.  Т.С. Дейлі був президентом. Екс-держсекретар Гідеон Дж. Такер (в офісі 1858-1859) був призначений до Апеляційного суду після першого туру голосування, в якому він мав рівну кількість голосів, як Джеймс Райт, юрист Ельміра, котрий був відкликаний..
Хоча державна конвенція 1877 року дала Державному комітету можливість висунути кандидата в апеляційному суді (це єдина, в масштабі штату, виборна посадова особа в цьому році), не збираючи державної конвенції. Республіканський голова Конклінг вважав за необхідне провести зібрання, щоб обрати новий Державний комітет. Республіканська державна конвенція була зібрана 26 вересня в Саратога, штат Нью-Йорк.  Роско Конклінг був тимчасовим і постійним головою. Джордж Ф. Денфорт був призначений на Апеляційному суді в першому турі голосування (голосування: Данфорта: 226, Джошуа М. Ван Котт 99, Джордж У. Парсонс 79).

## Результати
Республіканський суддя був обраний за «спойлер-кандидата» Такер, який переадресував велику кількість голосів в Нью-Йорку від Демократів до Грінбекерів.
Республіканець Томас Мерфі був обраний до Сенату штату Нью-Йорк.
97 республіканців 28 демократів і 3 грінбекерів були оголошені обраними до Асамблеї штату Нью-Йорк.
| Відомість               | Представник Республіканців | Представник Республіканців | Представник Демократів | Представник Демократів | Представник Грінбекерів | Представник Грінбекерів | Представники Заборони | Представники Заборони |
| ----------------------- | -------------------------- | -------------------------- | ---------------------- | ---------------------- | ----------------------- | ----------------------- | --------------------- | --------------------- |
| Суддя Апеляційного Суду | Джордж Ф. Денфорт          | 391,112                    | Джордж Б. Бредлі       | 356,451                | Гідеон Джон Такер       | 75,133                  | Вільям Х. Ван Котт    | 4,294                 |